# Coprosma decurva
Coprosma decurva là một loài thực vật có hoa trong họ Thiến thảo. Loài này được Heads mô tả khoa học đầu tiên năm 1998.